# Sensibili alle foglie
Sensibili alle foglie è una cooperativa editoriale e di ricerca sociale, fondata nel 1990 dall'ex terrorista delle Brigate Rosse Renato Curcio, Stefano Petrella e Nicola Valentino nel carcere di Rebibbia.

## La storia
La storia di Sensibili alle foglie nasce in carcere, alla fine degli anni ottanta. Renato Curcio, Nicola Valentino e Stefano Petrelli, al tempo reclusi già da un decennio, decidono di affrontare una ricerca sul tipo di esperienza umana vissuta dalle persone detenute, indagando soprattutto le risorse a cui queste attingono per sopravvivere e per contrastare i meccanismi mortificanti dell'istituzionalizzazione carceraria. Nasce una ricerca, che però non trova editori disponibili a sostenere la delicatezza del progetto. Con alcuni operatori esterni al carcere viene pensata la possibilità di pubblicare in forma autonoma ed indipendente: così, nell'anno 1990, viene edito Nel bosco di Bistorco e nasce ufficialmente la neo cooperativa editoriale.

## Campi di analisi

### Le istituzioni totali e totalizzanti
Il tema principale della ricerca e delle pubblicazioni della cooperativa è quello delle istituzioni totali, a partire dalle esperienze personali di reclusione in carcere di alcuni dei soci fondatori, ma che si sviluppa anche sull'analisi dei manicomi, degli ospedali psichiatrici giudiziari, della guerra.
Da questi studi parte l'analisi dei dispositivi relazionali totalizzanti di istituzioni quali scuole, ospedali, aziende, case di cura, per esaminare del malessere gli effetti mortificanti e deumanizzanti causati dai meccanismi di inclusione sociale.

### L'antipsichiatria
La cooperativa è inoltre impegnata nel campo dell'antipsichiatria, avendo pubblicato vari autori, tra cui Giorgio Antonucci e Roberto Cestari.

### La lotta armata in Italia
Alcuni dei soci di Sensibili alle foglie hanno fatto parte di organizzazioni clandestine praticanti la lotta armata negli anni settanta.
Su questo tema la cooperativa ha svolto dall'inizio un lavoro di ricerca storica, statistica, documentaria, chiamato Progetto Memoria.
Ha pubblicato, negli anni, 5 libri:
- La mappa perduta (1994)
- Sguardi ritrovati (1995)
- Le parole scritte (1996)
- Le torture affiorate (1998)
- Il carcere speciale (2006)